# سیارک ۳۹۵۶۴
سیارک ۳۹۵۶۴ (به انگلیسی: 39564 Tarsia، نامگذاری:1992RT5) سی و نه هزار و پانصد و شصت و چهارمین سیارک کشف شده‌است که در ۲ سپتامبر ۱۹۹۲ کشف شد.